# Mala Račna
Mala Račna je naselje v Občini Grosuplje.